# 雷丁 (紐約州)
雷丁（英語：Reading）是一個位於美國紐約州斯凱勒縣的鎮。

## 人口
根據2020年美國人口普查的數據，雷丁的面積為70.32平方千米，皆為陸地。當地共有人口1719人，而人口密度為每平方千米24人。